# 隆州 (元朝)
隆州，元朝时设置的州。
元世祖至元十二年（1275年），设建昌路，至元十三年（1276年），隆州之地内附元朝。至元十四年（1277年）设立千户。至元十七年（1280年）改千户为隆州。隆州在建昌路西南。治所在大隆城。明朝洪武十五年（1380年）三月隆州属建昌府，洪武二十七年（1392年）后，建昌府、隆州都被废除，并入建昌卫。